# Economia della Somalia

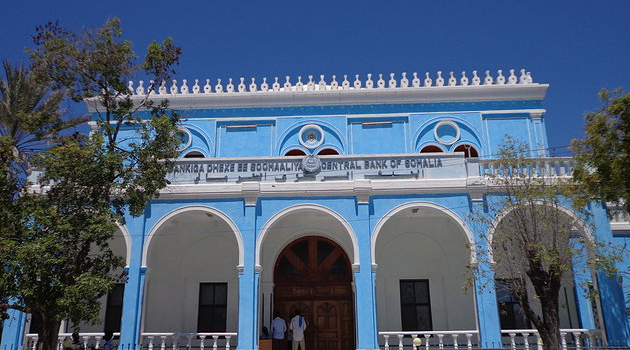
Banca centrale della Somalia a Mogadiscio

L'economia della Somalia è una delle più povere del mondo, ed è basata ancora oggi sull'agricoltura e l'allevamento di sussistenza; dal 2001 l'economia dello stato africano è comunque cresciuta con tassi di crescita bassi e nel 2024 è crescita dl 4%.. Lo stato africano ha prodotto nel 2021 un PIL di 19,399 miliardi di dollari americani a parità di potere d'acquisto e di 7,052 miliardi in termini nominali al 2021. Secondo i dati aggiornati al 2013, l'agricoltura ha prodotto il 60.2% del PIL, l'industria il 7,4% e il terziario il 32,5%; la disoccupazione, nel 2019 era pari al 19,86%; mentre il reddito pro capite del paese nel 2018 è stato stimato in 1100 dollari..

## Agricoltura e allevamento e pesca

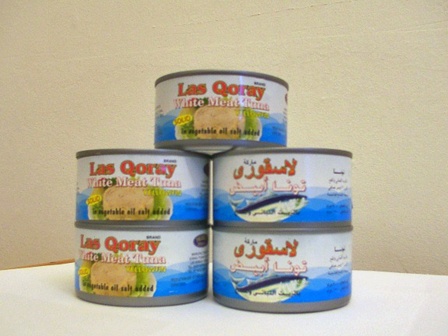
Scatolette di tonno di marca Las Qhoray prodotte a Las Gorei, Somalia.

L'agricoltura è il settore economico più importante, rappresentando circa il 65% del PIL e impiegando il 65% della forza lavoro. L'allevamento contribuisce per circa il 40% al PIL e per oltre il 50% alle entrate da esportazioni. Altre esportazioni principali includono pesce, carbone di legna e banane; zucchero, sorgo e mais sono prodotti destinati al mercato interno. Secondo la Banca centrale della Somalia, le importazioni di beni ammontano a circa 460 milioni di dollari all'anno e hanno recuperato e persino superato le importazioni aggregate prima dell'inizio della guerra civile nel 1991. Le esportazioni, che ammontano a circa 270 milioni di dollari all'anno, hanno anch'esse superato i livelli di esportazione aggregati prebellici, ma comportano comunque un deficit della bilancia commerciale di circa 190 milioni di dollari USA all'anno. Tuttavia, questo deficit commerciale è ampiamente superato dalle rimesse degli emigrati, che hanno contribuito a sostenere il livello delle importazioni.
Importantissimo l'allevamento, con lo stato africano che ha esportato 3 milioni di pecore nel 2012 verso il Medio Oriente, superando le esportazioni australiane che ammontavano a 2 milioni. 
Tuttavia, dal 2006, si è registrato un calo del 10% «a causa della crescente concorrenza nei mercati di esportazione delle esportazioni di pecore africane e dell'Europa orientale». Nel 2014 sono stati esportati più di 5 milioni di capi di bestiame, la quantità più alta degli ultimi 20 anni. La vicina Somaliland ospita anche alcuni dei più grandi mercati di bestiame, noti in somalo come seylad, nel Corno d'Africa, con fino a 10.000 capi di pecore e capre venduti ogni giorno nei mercati di Burao e Yirowe, molti dei quali spediti negli Stati del Golfo tramite il Porto di Berbera. I mercati gestiscono bestiame proveniente da tutto il Corno d'Africa.

## Industria

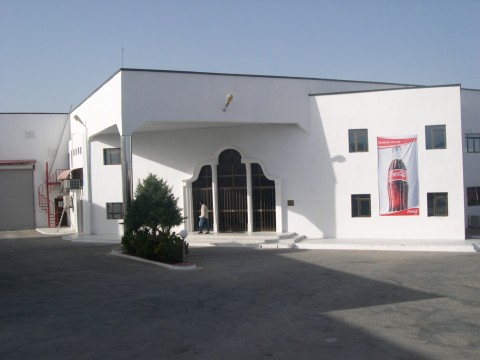
L'impianto di imbottigliamento della Coca-Cola a Mogadiscio

Il modesto settore industriale, basato sulla lavorazione di prodotti agricoli, rappresenta il 10% del PIL della Somalia. Prima dello scoppio della guerra civile nel 1991, le circa 53 piccole, medie e grandi aziende manifatturiere statali erano in difficoltà, con il conflitto che ne seguì che distrusse molte delle industrie rimanenti. Tuttavia, principalmente come risultato di ingenti investimenti locali da parte della diaspora somala, molti di questi impianti su piccola scala sono stati riaperti e ne sono stati creati di nuovi. Questi ultimi includono stabilimenti di inscatolamento del pesce e di lavorazione della carne nel nord, così come circa 25 fabbriche nell'area di Mogadiscio, che producono pasta, acqua minerale, confetture, sacchetti di plastica, tessuti, pelli, detergenti e saponi, alluminio, materassi e cuscini di schiuma, barche da pesca, effettuano l'imballaggio e la lavorazione della pietra.
Nel 2001, gli investimenti nella produzione leggera si sono espansi in particolare a Bosaso, Hargeisa e Mogadiscio, indicando una crescente fiducia delle aziende nell'economia. A tal fine, nel 2004, è stato aperto a Mogadiscio un impianto di imbottigliamento della Coca-Cola da 8,3 milioni di dollari, con investitori provenienti da varie circoscrizioni in Somalia. Anche altri settori hanno attirato investimenti esteri da aziende come General Motors e Dole Food Company.

## Servizi e terziario

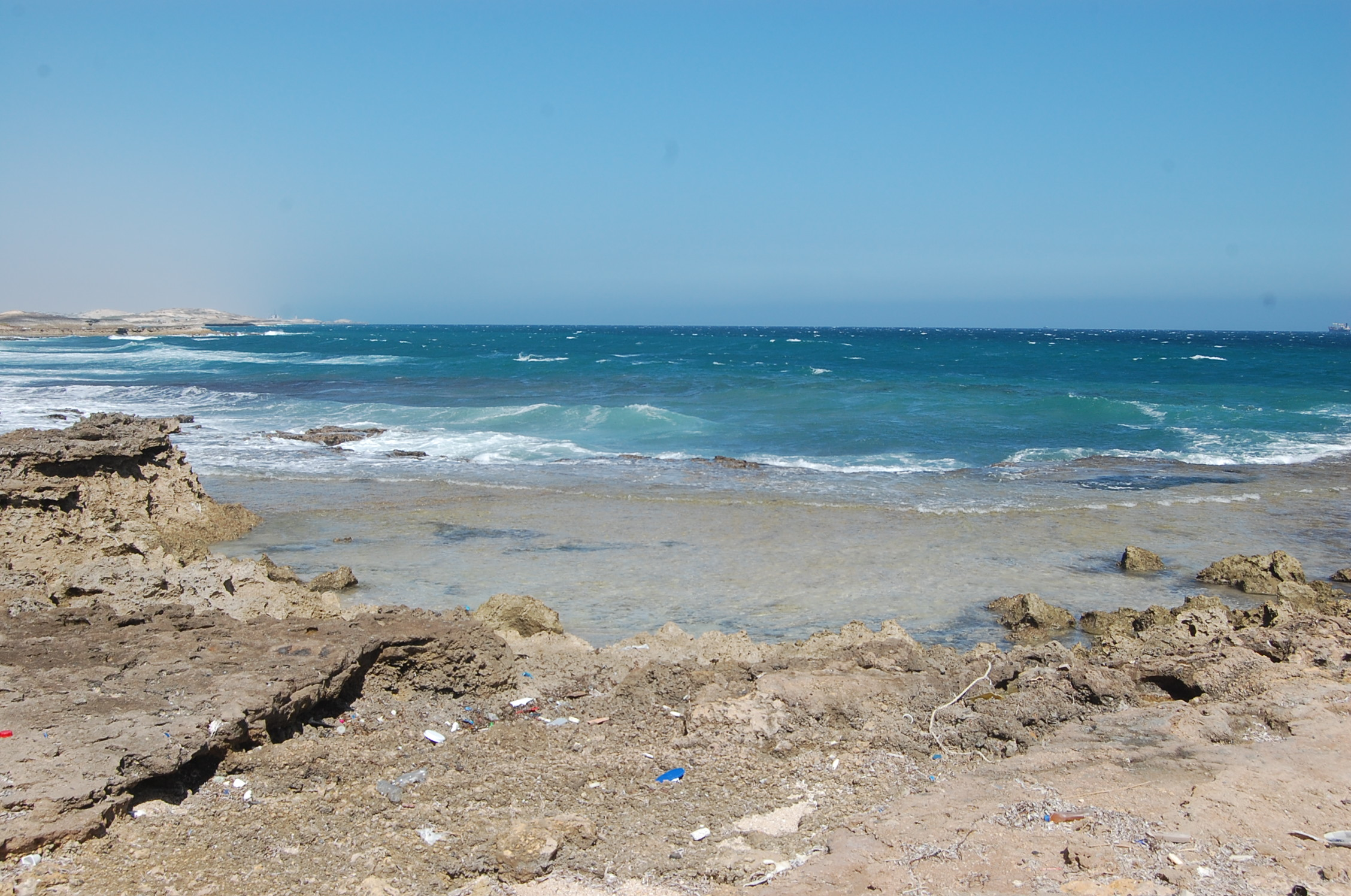
Spiaggia a Mogadiscio

Il turismo in Somalia è regolamentato dal Ministero del Turismo del Governo federale della Somalia; il settore era tradizionalmente noto per i suoi numerosi siti storici, spiagge, cascate, catene montuose e parchi nazionali. Dopo l'inizio della guerra civile nei primi anni '90, il Ministero del Turismo ha chiuso le operazioni. È stato ripristinato negli anni 2000 e ancora una volta supervisiona l'industria turistica nazionale. La Somali Tourism Association (SOMTA) con sede a Mogadiscio fornisce servizi di consulenza sul campo. È un settore in espansione, infatti nel 2024 il numero di visitatori stranieri in Somalia è aumentato del 50% rispetto all'anno precedente, raggiungendo oltre 10.000 arrivi. Per quanto riguarda il mercato borsistico e finanziario, nel 2011 è stata fondata a Mogadiscio la Somali Stock Exchange, che però ha iniziato le operazioni solo il 1º settembre 2015.